# Verkondigingskathedraal (Moskou)
De Verkondigingskathedraal (Russisch: Благовещенский собор) is een Russisch-orthodoxe kathedraal in het Kremlin van Moskou. De kathedraal werd in 1489 als huiskerk voor de vorsten van Moskou gebouwd en gewijd aan de Verkondiging aan de Moeder Gods. De leden van de tsarenfamilie trouwden en doopten er en men woonde er kerkdiensten bij. Zelfs nadat de keizerlijke residentie verhuisde naar Sint-Petersburg bleef de Verkondigingskathedraal een van de meest belangrijke kerken in Rusland.

## Geschiedenis
De voorganger van de huidige Verkondigingskathedraal was een 14e-eeuws stenen kerkgebouw, waarschijnlijk ontstaan tijdens de regering van Dmitri Donskoj. Daarvoor stond op de plaats een houten kerk uit de 13e eeuw, die ten prooi viel aan de veelvuldige branden in het Kremlin. De oude kathedraal bleef na een verbouwing in 1416 nog 70 jaar staan, totdat de kerk te bouwvallig werd en tot op de fundamenten werd gesloopt. Daarop nodigde grootvorst Ivan III van Moskou naast Italiaanse architecten ook bouwmeesters uit de Russische stad Pskov uit voor een grootschalige herinrichting van het Kremlin. In 1484 werd begonnen met de bouw, de voltooiing was in augustus 1489.
Omdat de kathedraal in de onmiddellijke nabijheid van de verblijven van de grootvorst werd gebouwd, werd de kathedraal uitverkoren tot zijn huiskerk. De bouwmeesters uit Pskov lieten daarom een (deels nog behouden) trapverbinding van de kathedraal naar het paleis bouwen. Een aantal vroeg-15e-eeuwse iconen uit de oude kathedraal vonden in de nieuwbouw weer een plek.
Aanvankelijk had de nieuwe kathedraal slechts drie koepels. Na een brand in 1547 gaf Ivan de Verschrikkelijke opdracht om de beschadigde kathedraal te restaureren. De kathedraal werd omgeven door galerijen van drie kanten. Op de hoeken daarvan werden met de restauratie in totaal vier kapellen toegevoegd. Naast de kapellen die allen met een koepel werden bekroond, kreeg ook de kerk zelf naast de drie bestaande koepels twee extra koepels, zodat de kathedraal tegenwoordig negen koepels telt.
In 1572 werd in het zuidoosten van de kerk een aparte trap gebouwd, speciaal voor Ivan de Verschrikkelijke. Het vierde huwelijk van de tsaar was in strijd met de regels van de orthodoxe kerk en dus werd hem de toegang tot de kerk ontzegd. Ivan mocht nog slechts een viering via een traliewerk gadeslaan.
Veel van de kerkelijke schatten gingen verloren tijdens de bezetting van Moskou door de legers van de Pools-Litouwse alliantie in 1612. De kerk werd eveneens beschadigd door de Drievuldigheidsbrand, een grote brand in het Kremlin in 1737. De daaropvolgende restauraties werden vervolgens door de Franse bezetting van Moskou in 1812 weer tenietgedaan toen de Franse troepen de kathedraal plunderden en het godshuis als legerbarak gebruikten. Opnieuw volgde een restauratie in de jaren 1815-1820.
Bij de gevechten in Moskou tijdens de oktoberrevolutie in 1917 leed de kathedraal wederom schade. Kort na de bolsjewistische machtsovername werd de kathedraal net als andere sacrale gebouwen gesloten en aan het eigendom van de Kerk onttrokken. In de jaren 1950 werd de Verkondigingskathedraal samen met de andere nog niet afgebroken kerkgebouwen in het Kremlin van Moskou weer als museum toegankelijk gemaakt.
Ook tegenwoordig vormt de kathedraal nog onderdeel van het Kremlinmuseum. Maar sinds 1992 staat de Verkondigingskathedraal weer open voor de gelovigen. Bij speciale gelegenheden en in ieder geval op 7 april, de orthodoxe feestdag van de annunciatie, wordt er door de patriarch van Moskou een liturgie opgedragen. 
Van 2005-2009 werd de Verkondigingskathedraal omvangrijk gerestaureerd

## Afbeeldingen interieur

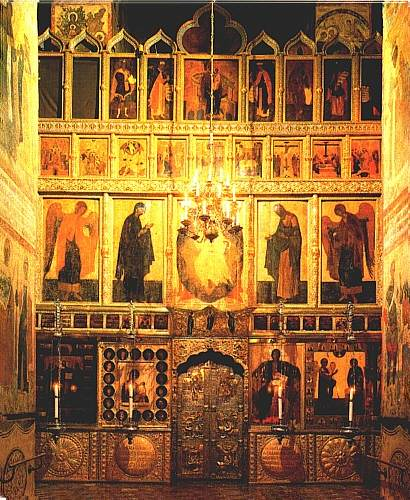
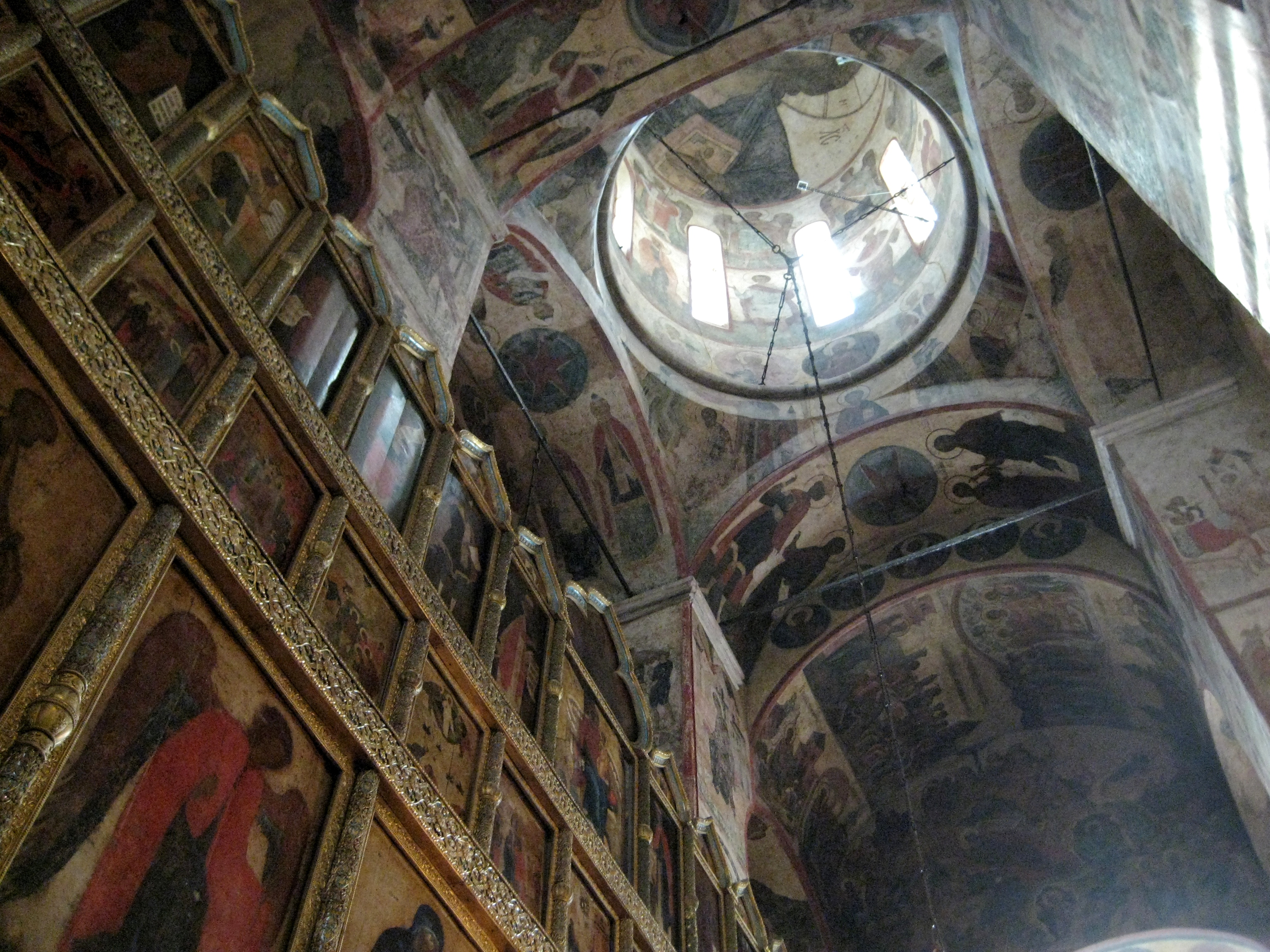
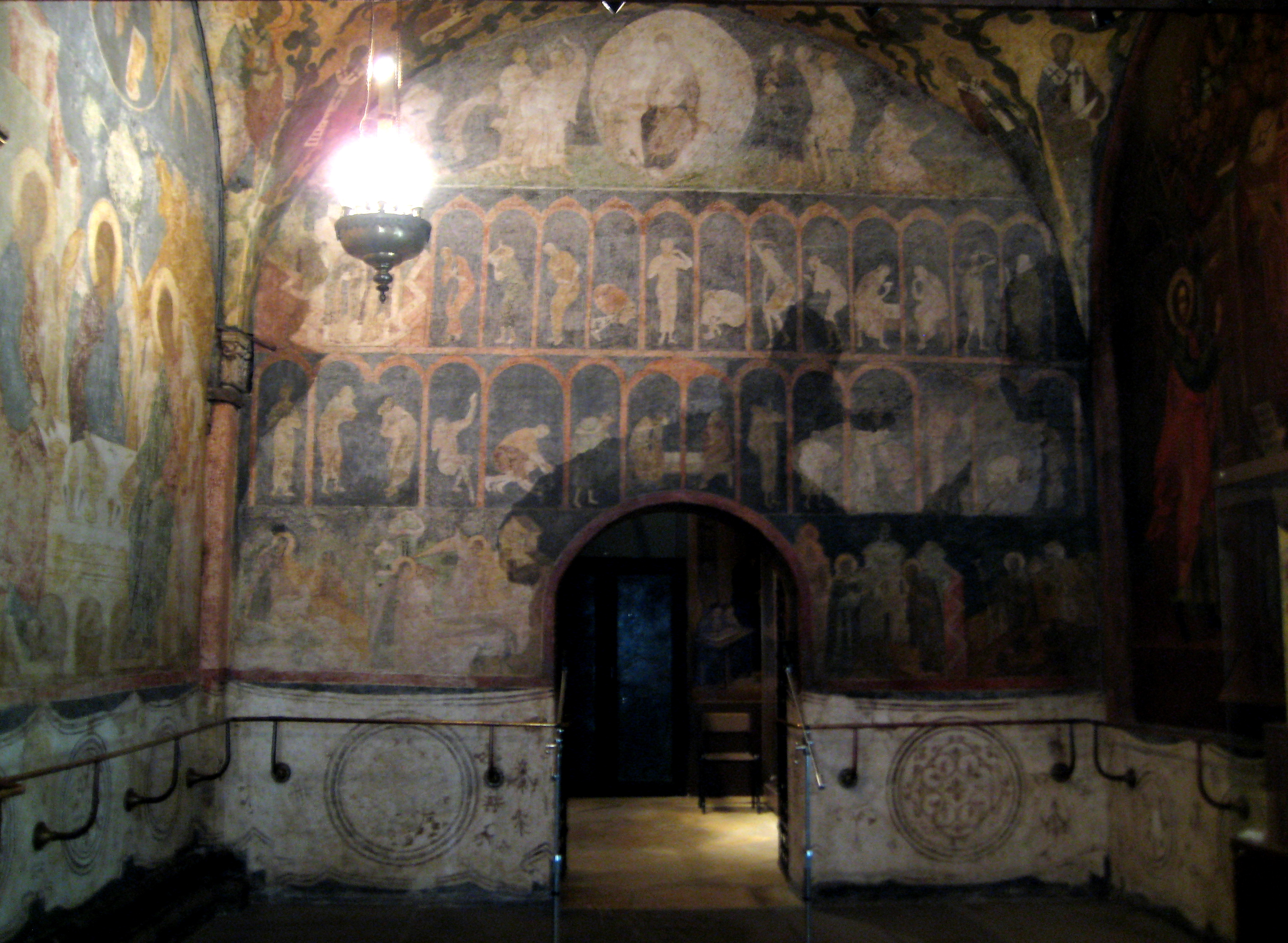
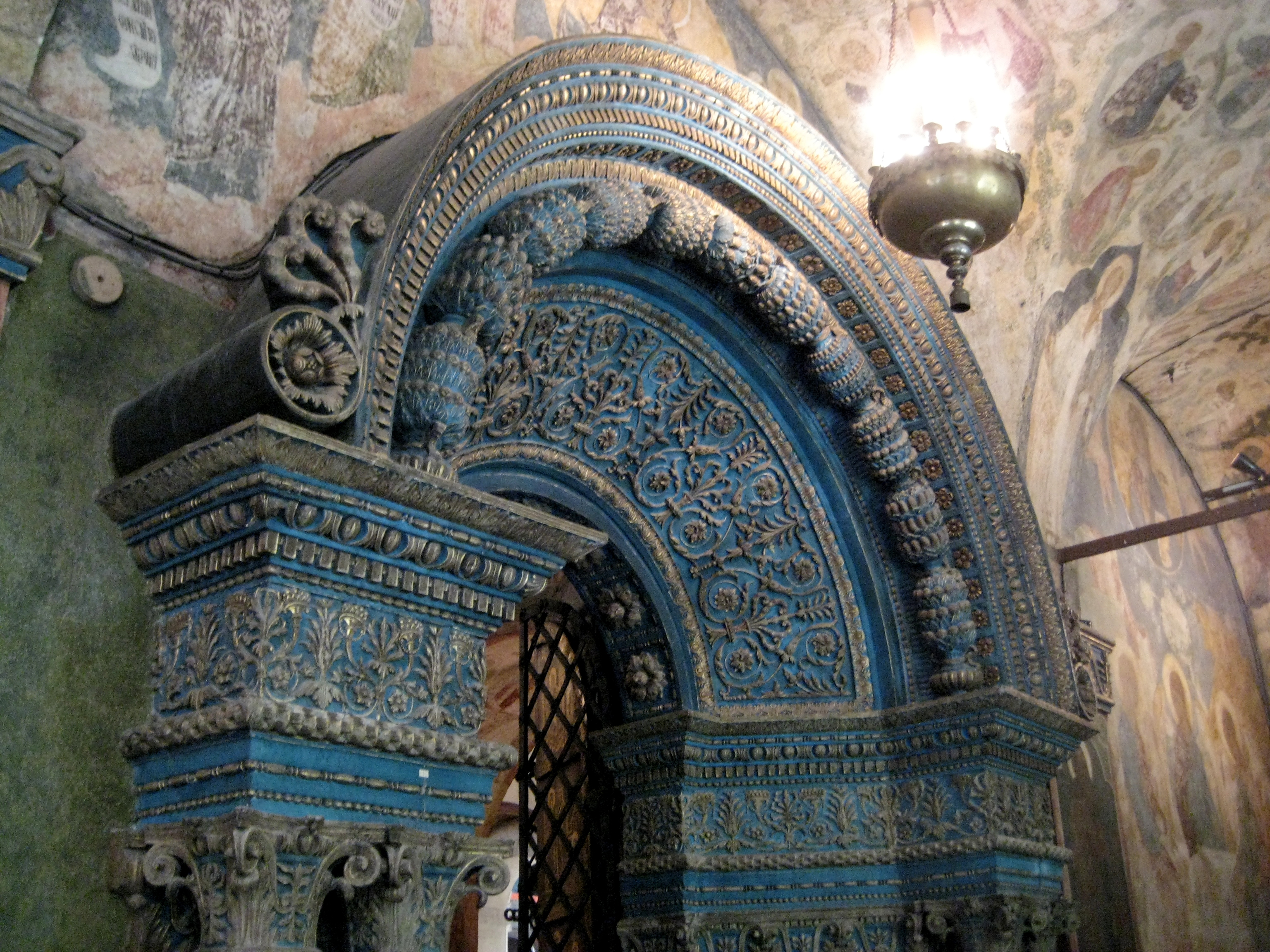
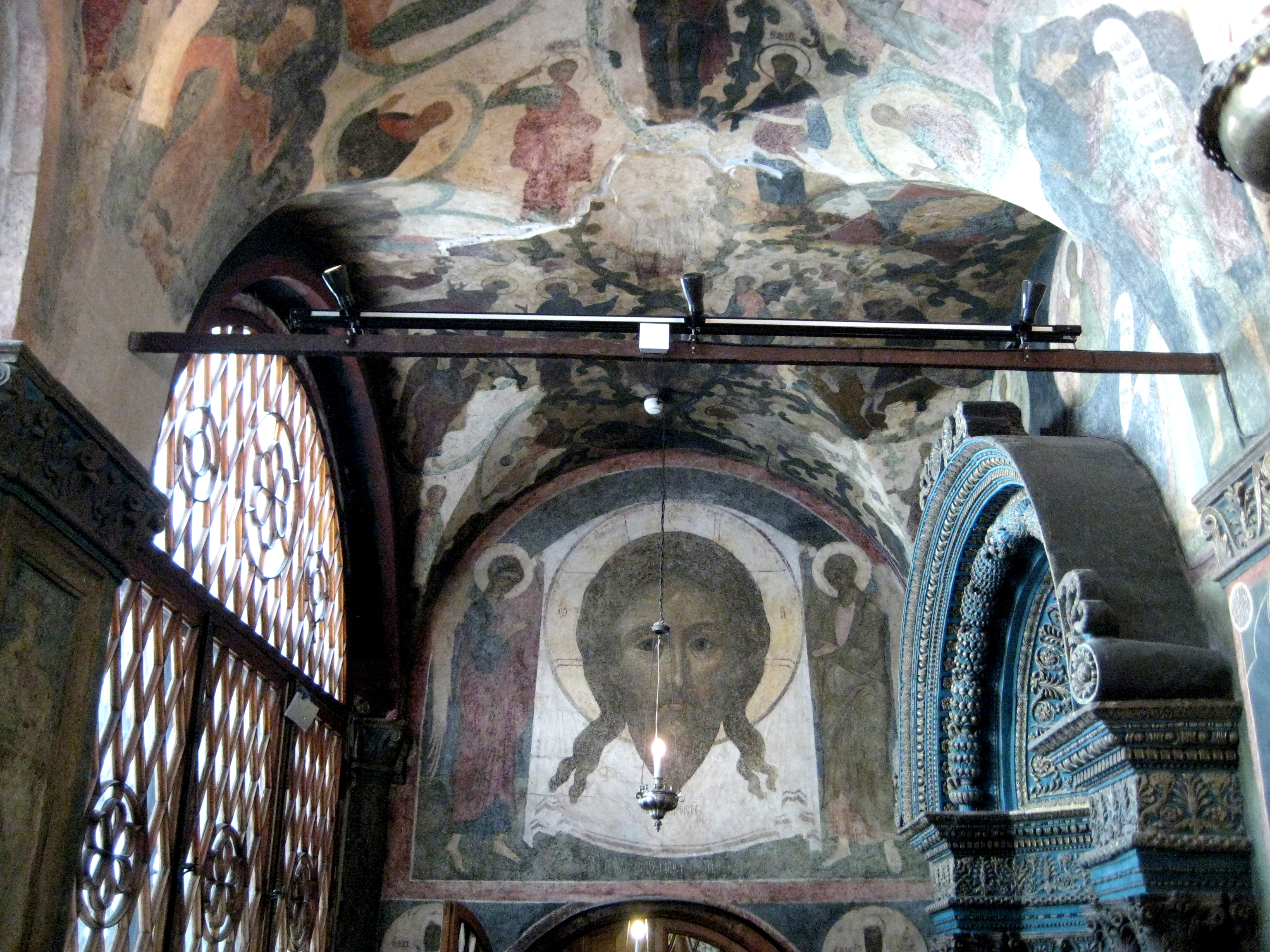
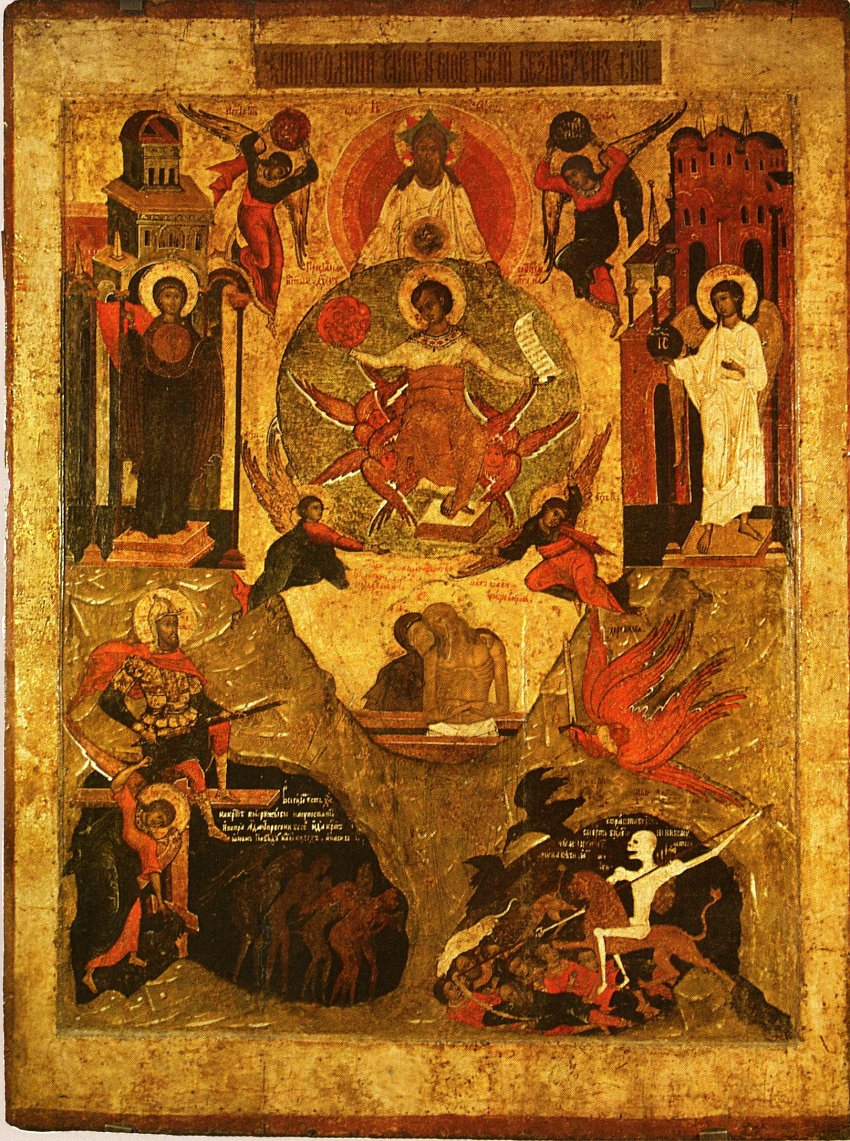